# Подводные лодки типа «Этэн Аллен»
Подводные лодки типа «Этен Аллен» — серия из 5 ПЛАРБ ВМС США. ПЛ типа «Этен Аллен» стали первыми американскими подводными лодками, специально сконструированными для развертывания БРПЛ.
В период с конца 1962 до лета 1963 все подводные лодки класса «Этен Аллен» вошли в состав 14-й эскадры ПЛ ВМС США. В качестве районов боевого патрулирования была выбрана акватория Средиземного моря. В качестве возможных целей для этих ПЛАРБ были выбраны города Европейской части СССР и Средней Азии.
В 1965—1966 годах на всех подлодках были проведены работы по замене ракет «Поларис А2» на «Поларис А3» с разделяющейся головной частью рассеивающего типа. Повторное перевооружение ПЛАРБ типа «Этен Аллен» (на БРПЛ «Поларис-А3Т») произошло в середине 1970-х гг. После последнего перевооружения ПЛ этого типа перевели на Тихий океан, на военно-морскую базу Апра Харбор, остров Гуам.
В 1981 году после удаления ракетных шахт и систем управления ракетной стрельбой со всех ПЛ данного типа, подводные лодки USS Ethan Allen (SSBN-608), USS Thomas A. Edison (SSBN-610), и USS Thomas Jefferson (SSBN-618) переклассифицировали в ударные лодки, а USS Sam Houston (SSBN-609) и USS John Marshall (SSBN-611) переоборудовали в ПЛ для проведения специальных операций.

## Конструкция
Пуск ракет был возможен с глубин не более 25 м. при скорости не более 5 узлов и только последовательно. Время достижения стартовой боеготовности после получения соответствующего приказа на запуск БРПЛ — 15 минут.
На ПЛАРБ типа «Этен Аллен» для снижения шумности впервые в ВМС США было применено размещение механизмов на акустически изолированных платформах.

## Серийное строительство
Строительство ПЛ велось на судоверфях General Dynamics Electric Boat Division и Newport News Shipbuilding.

## Список ПЛ проекта
| Название                        | Верфь         | Дата закладки    | Дата спуска на воду | Дата ввода в строй | Дата вывода из состава флота |
| ------------------------------- | ------------- | ---------------- | ------------------- | ------------------ | ---------------------------- |
| USS Ethan Allen (SSBN-608)      | Electric Boat | 14 сентября 1959 | 22 ноября 1960      | 8 августа 1961     | 2 апреля 1983                |
| USS Sam Houston (SSBN-609)      | Newport News  | 28 декабря 1959  | 2 февраля 1961      | 6 марта 1962       | 6 сентября 1991              |
| USS Thomas A. Edison (SSBN-610) | Electric Boat | 15 марта 1960    | 15 июня 1961        | 10 марта 1962      | 1 декабря 1983               |
| USS John Marshall (SSBN-611)    | Newport News  | 4 апреля 1960    | 15 июля 1961        | 21 мая 1962        | 22 июля 1992                 |
| USS Thomas Jefferson (SSBN-618) | Newport News  | 3 февраля 1961   | 24 февраля 1962     | 4 января 1963      | 30 апреля 1986               |